# Senator auf Lebenszeit
Ein Senator auf Lebenszeit in Italien (italienisch senatore a vita) ist ein Mitglied des italienischen Senats (Senato della Repubblica). Der Senat ist die zweite Kammer des Parlaments in Italien und besteht aus den 200 gewählten Senatoren und den Senatoren auf Lebenszeit.

## Geschichte
Die Institution des Senators auf Lebenszeit wurde durch die italienische verfassungsgebende Nationalversammlung am 27. Dezember 1947 beschlossen. Gemäß Art. 59 gibt es zwei Arten von Senatoren auf Lebenszeit – von Amts wegen und durch Ernennung. Jeder Präsident Italiens wird nach Übergabe seines Amtes ein Senator auf Lebenszeit, es sei denn, er verzichtet darauf. Darüber hinaus kann jeder Präsident bis zu fünf italienische Staatsbürger für besondere Verdienste auf sozialem, wissenschaftlichem, künstlerischem und literarischem Gebiet zu Senatoren auf Lebenszeit ernennen. Der 59. Artikel der Verfassung wurde vom Zeitpunkt der verfassungsgebenden Nationalversammlung bis zu diesem des Verfassungsreferendums 2020 nicht geändert, umstritten war aber die rechtliche Auslegung des zweiten Satzes über die Anzahl der Senatoren. Präsident Luigi Einaudi ernannte als Präsident insgesamt acht Senatoren auf Lebenszeit, er ernannte aber nicht mehr als fünf gleichzeitig. Die nachfolgenden Präsidenten der Republik ernannten die Senatoren so, dass die Anzahl der amtierenden Senatoren nicht mehr als fünf betrug. Dieser Trend änderte sich mit Präsident Sandro Pertini und seinem Nachfolger Francesco Cossiga – beide Präsidenten ernannten jeweils bis zu fünf Senatoren auf Lebenszeit, unabhängig davon, wie viele amtierende Senatoren von ihren Vorgängern ernannt wurden.
Giorgio Napolitano ernannte in seiner ersten Amtszeit lediglich Mario Monti zum Senator auf Lebenszeit, dem er damit den Weg in die Politik und zur Übernahme der Regierung ebnete. In seiner zweiten Amtszeit ernannte er am 30. August 2013 vier Personen aus Kunst und Wissenschaft. Er wurde von Abgeordneten des PdL kritisiert, dass sich darunter nicht Silvio Berlusconi befand.
Von den Präsidenten Italiens machten nur Enrico De Nicola und Oscar Luigi Scalfaro von der Prärogative, Senatoren auf Lebenszeit zu ernennen, keinen Gebrauch. Alle ehemaligen Präsidenten übten ihr Amt als Senator auf Lebenszeit bis zu ihrem Tod aus. Francesco Cossiga deklarierte am 27. November 2006 seinen Rücktritt von seinem Amt. Die Rücktrittserklärung wurde jedoch in einer Abstimmung am 31. Januar 2007 vom Senat mit einer Mehrheit von 178 Gegenstimmen, bei 100 Stimmen für den Antrag, abgelehnt. Unter den Senatoren auf Lebenszeit durch Ernennung kam es in einem Fall zum Amtsverzicht: Der Dirigent Arturo Toscanini gab seinen Rückzug nur einen Tag nach seiner Ernennung bekannt. Die beiden Staatspräsidenten Giovanni Leone (Präsident 1971–1978) und Giorgio Napolitano (Präsident 2006–2015) waren bereits vor ihrem Amtsantritt zu Senatoren auf Lebenszeit ernannt worden; ihr Senatorenposten ruhte jedoch während ihrer Präsidentschaft. Danach kehrten beide als Senatoren auf Lebenszeit von Amts wegen in den Senat zurück.
Infolge eines Verfassungsreferendums im September 2020 wurde die restriktive Auslegung im neuen Text von Artikel 59 der Verfassung verankert: „Die Gesamtzahl der vom Präsidenten der Republik ernannten amtierenden Senatoren darf niemals höher sein als fünf.“

## Derzeitige Senatoren auf Lebenszeit
- Mario Monti, seit 2011, Ministerpräsident zwischen 2011 und 2013
- Elena Cattaneo, seit 2013, Neurowissenschaftlerin
- Renzo Piano, seit 2013, Architekt
- Carlo Rubbia, seit 2013, Träger des Nobelpreises für Physik
- Liliana Segre, seit 2018, Auschwitz-Überlebende

## Ehemalige Senatoren auf Lebenszeit
- Enrico De Nicola, 1948–1959, ehemaliger Staatspräsident
- Guido Castelnuovo, 1949–1952
- Arturo Toscanini, 1949 (Verzicht)
- Pietro Canonica, 1950–1959
- Gaetano De Sanctis, 1950–1957
- Pasquale Jannaccone, 1950–1959
- Carlo Alberto Salustri (Trilussa), 1950
- Luigi Sturzo, 1952–1959
- Umberto Zanotti Bianco, 1952–1963
- Luigi Einaudi, 1955–1961, ehemaliger Staatspräsident
- Giuseppe Paratore, 1957–1967
- Giovanni Gronchi, 1962–1978, ehemaliger Staatspräsident
- Cesare Merzagora, 1963–1991
- Ferruccio Parri, 1963–1981
- Meuccio Ruini, 1963–1970
- Antonio Segni, 1964–1972, ehemaliger Staatspräsident
- Vittorio Valletta, 1966–1967
- Eugenio Montale, 1967–1981
- Giovanni Leone, 1967–1971, (1971–1978: Staatspräsident) 1978–2001
- Pietro Nenni, 1970–1980
- Giuseppe Saragat, 1971–1988, ehemaliger Staatspräsident
- Amintore Fanfani, 1972–1999
- Leo Valiani, 1980–1999
- Eduardo De Filippo, 1981–1984
- Camilla Ravera, 1982–1988
- Carlo Bo, 1984–2001
- Norberto Bobbio, 1984–2004
- Sandro Pertini, 1985–1990, ehemaliger Staatspräsident
- Giovanni Spadolini, 1991–1994
- Giovanni Agnelli, 1991–2003
- Giulio Andreotti, 1991–2013
- Francesco De Martino, 1991–2002
- Paolo Emilio Taviani, 1991–2001
- Francesco Cossiga, 1992–2010, ehemaliger Staatspräsident
- Oscar Luigi Scalfaro, 1999–2012, ehemaliger Staatspräsident
- Rita Levi-Montalcini, 2001–2012
- Emilio Colombo, 2003–2013
- Mario Luzi, 2004–2005
- Sergio Pininfarina, 2005–2012
- Carlo Azeglio Ciampi, 2006–2016, ehemaliger Staatspräsident
- Claudio Abbado, 2013–2014
- Giorgio Napolitano, 2005–2006 (2006–2015: Staatspräsident) 2015–2023